# Walter Stoneman
Walter Ernest Stoneman (Plymouth, 6 aprile 1876 – Plymouth, 14 maggio 1958) è stato un fotografo inglese che ha scattato molte fotografie per la National Portrait Gallery (NPG) di Londra.

## Carriera fotografica
Stoneman nacque a Plymouth, nel Devon, il 6 aprile 1876, è il secondo più giovane di quattordici figli di Edwin Stoneman, che gestiva un'attività di drogheria all'ingrosso. Ha frequentato la scuola al Plymouth College, che ha lasciato all'età di quindici anni per intraprendere la carriera di fotografo. In seguito ha avuto la sua attività fotografica a Plymouth, Heath e Stoneman Ltd., ma la maggior parte della sua carriera è stata spesa lavorando per lo studio londinese di J. Russell & Sons, a cui si era unito come fotografo junior nel 1897.
Nel giugno 1897, fu l'unico dei quattordici fotografi che lavorano per J. Russell & Sons che riuscì a scattare quattro foto della regina Vittoria nel suo Landò d'oro in occasione del suo giubileo di diamante. Lavorando per J. Russell & Sons, ha scattato numerose fotografie di reali, aristocrazia, membri dell'alta società e altri personaggi di spicco. Nel 1913 divenne amministratore delegato dell'azienda e dopo la morte di John Lemmon Russell nel 1915 guidò l'azienda. Nell'ottobre 1932 fu assorbita dalla Elliott & Fry. Nel 1961, Walter Bird ha acquistato Russell & Sons e ne è diventato il principale fotografo; vendette l'azienda a Godfrey Argent nel 1967.
Nel 1948, Stoneman è stato nominato membro dell'Ordine dell'Impero Britannico (MBE) per i servizi alla fotografia. Ha continuato a lavorare come fotografo fino alla sua morte nel 1958.
Stoneman era membro sia della Royal Photographic Society che della Royal Geographical Society, nonché vicepresidente della London Devonian Association. Era sposato con Kathleen Irene (nata nel 1892) e aveva un figlio.

## National Photographic Record
Nel 1917, in collaborazione con la National Portrait Gallery, Stoneman iniziò un progetto per creare un National Photographic Record di tutti i membri di spicco della società britannica. Nei successivi 4 anni, Stoneman nel suo studio ha fotografato e stampato immagini di circa 7000 persone e le ha inviate alla galleria. Tra le 100 e le 200 persone all'anno passavano per lo studio di Baker Street. Il progetto ha riguardato principalmente figure politiche e militari, tra cui cinque monarchi, nove primi ministri, dodici Lord cancellieri, centottanta ammiragli e generali in posa per il fotografo. Lo Stoneman non ha pagato per il diritto di essere impresso sull'immagine, e altrimenti non ha ricevuto una ricompensa immediata per aver realizzato le immagini.
L'idea principale di Stoneman era preservare le immagini, non distribuirle. Tuttavia, alcune parti della collezione sono state talvolta esposte al pubblico, come alla Royal Photographic Society nel 1922 e nel 1924, al Baker Street Studio nel 1931 e alla Foyles Art Gallery nel 1943. I compensi delle mostre e delle riproduzioni fotografiche sono stati condivisi da Stoneman e dalla National Portrait Gallery. Queste mostre hanno anche aiutato Stoneman a costruirsi una reputazione ea far crescere una clientela.
Fino alla sua morte, Stoneman è stato l'unico fotografo ufficiale della National Portrait Gallery. Dopo la sua morte, Walter Bird continuò il progetto come fotografo fino a quando gli successe nel 1967 Godfrey Argent, che lavorò fino al completamento del progetto nel 1970. A quel tempo, la collezione conteneva più di 10.000 fotografie.